# Миклухо-Маклай Артемій Дмитрович
Арте́мій Дми́трович Миклу́хо-Макла́й (26 липня 1908, Малин, Київська губернія, Російська імперія — 1981 або 1982, Ленінград, СРСР) — радянський геолог українського походження, кандидат геолого-мінералогічних наук. Спеціаліст у галузі стратиграфії, технотроніки, магнетизму та петрографії. Учасник Другої світової війни, був у німецькому полоні. Жертва сталінських репресій. Нащадок козацького роду Миклух, родич мандрівника й етнографа Миколи Миклухо-Маклая.

## Життєпис
Народився 26 липня 1908 року в місті Малин Київської губернії (нині Житомирська область) в родині Дмитра Сергійовича Миклухо-Маклая та Серафими Михайлівни Миклухо-Маклай. Діди Артемія і за батьківською, і за материнською лінією були братами видатного українського мандрівника, етнографа і гуманіста Миколи Миклухо-Маклая. Мав братів Андрія та Миколу. Батько помер 2 січня 1942 року під час блокади Ленінграда.
1928 року родина Артемія переїжджає до Ленінграда, де він у 1931 році вступив до Ленінградського гірничого інституту, який свого часу закінчили його батько Дмитро та дід Михайло. Навчання в інституті закінчив 1935 року, після чого вступив до аспірантури й працював на кафедрі геології Ленінградського державного університету. Захистив дисертацію на здобуття ступеня кандидата геолого-мінералогічних наук. У 1940—1941 роках викладав у Гірничому інституті. Також у 1941 році обіймав посаду заступника вченого секретаря Всесоюзного географічного товариства.
На початку червня 1941 року виїхав на Далекий Схід для проведення геологічних досліджень як робітник «Дальстроя». Після початку німецько-радянської війни наприкінці того ж місяця долучився до Червоної армії як доброволець народного ополчення. Потрапив у 5-й винищувальний полк, дислокований поблизу Пскова. Восени 1941 року полк потрапив в оточення, з якого особовому складу вдалося вийти. 9 листопада підрозділ потрапив під масований артилерійський обстріл поблизу Волхова, внаслідок чого Миклухо-Маклай був важко поранений, знепритомнів та потрапив у німецький полон.
За чотири роки полону працював у концтаборах та копальнях у Латвії, Литві, Німеччині, Австрії, де йому пропонували співпрацю з вермахтом. 1945 року потрапив до концтабору Блямау в Австрії, з якого безуспішно намагався втекти. У квітні 1945 року зміг втекти з полону й перейти на радянську сторону фронту.
У травні 1945 року затриманий підрозділом СМЕРШу за звинуваченням у співпраці з вермахтом під час перебування в полоні. 9 липня військовий трибунал визнав вину Миклухо-Маклая за статтею 58-1б Кримінального кодексу РРФСР та засудив його до десяти років таборів з поразкою в правах на наступні п'ять років з конфіскацією майна.
Покарання відбував у Воркутинському виправно-трудовому таборі. Мав бути звільнений 30 грудня 1954 року, натомість його поставили на облік у комендатурі Воркути як спецпоселенця, на якому перебував протягом 11 місяців. У цей час займався дослідженням гірських порід під мікроскопом. Справу проти Миклухо-Маклая закрили 29 листопада 1955 року. Реабілітований 1957 року.
Із середини 1950-х років проводив геологічні дослідження на півночі Росії. Вивчав геологічну структуру Печорського краю, Большеземельської тундри, полярного та приполярного Уралу як старший геолог та начальник геологічних партій. Унаслідок досліджень у регіоні відкрито рідкометальне оруднення. Також у цей час Миклухо-Маклай вивчав розширення четвертинного зледеніння на Уралі та петрографічні центри зледеніння. Наприкінці свого перебування в Комі АРСР у складі Ухтинської експедиції досліджував нафтоносні породи. На півночі Росії перебував до 1972 року. Результати досліджень увійшли до низки геологічних звітів та праці «Вивержені породи Печорського вугільного басейну» (1965).
В останні роки життя Миклухо-Маклай повернувся до Ленінграда, де й помер, за різними даними, 1981 або 1982 року. Був одружений з Вірою Дмитрівною Чехович.